# Грды, Михал
Михал Грды (чеш. Michal Hrdý; 5 июля 1959, Прага — 13 июня 2003 или 12 июня 2003, Прага) — чешский карикатурист и иллюстратор.

## Биография
Родился в 1959 году в Праге. В одном из интервью Грды рассказывал, что рисовать начал ещё в детстве: «Когда я был ещё совсем маленьким, родители, чтобы я успокоился, давали мне бумагу и карандаш, и я рисовал. <…> Дедушка работал где-то на телевидении и приносил домой пачки исписанной бумаги, так что в ней у меня недостатка не было». 

Ещё учась в школе, Михал Грды стал посещать кружок рисования и керамики в Доме пионеров. Карикатуры начал рисовать ещё в школе: «Однажды нарисовал „панораму“ класса со всеми одноклассниками». В 1980 году окончил Среднюю художественную школу стекла в Железном Броде, работал аранжировщиком, затем оператором электронно-вычислительной машины. 

Играл на гитаре, пианино и охотничьем рожке, был поклонником творчества группы The Beatles. 

В 2000 году сопровождал чешскую команду по синхронному плаванию на Олимпийских играх в Сиднее. 

В 2002 году у художника был диагностирован рак. Умер 13 июня 2003 года.

## Творчество
Две карикатуры Михала Грды были опубликованы в журнале Dikobraz в 1978 году — как указано в подводке к карикатурам, «в качестве подарка на его 19-летие». В одном из интервью Михал Грды рассказывал, что однажды отец отвёл его «чуть ли не за руку (мне было 19) в редакцию „Дикобраза“, где показал тогдашнему главному редактору. Меня, понятно, не напечатали. Позже, когда я стал посылать другие свои работы, у меня вышел один небольшой рисунок. Было это 21 июня 1978 года. Так началась моя профессиональная карьера художника». 

После того, как «Дикобраз» перестал выходить, Грды работал в журналах Nový Dikobraz, Podvobraz, Mladá fronta DNES и других. В 1992 году стал одним из основателей и штатным карикатуристом юмористического журнала Sorry, специализировавшегося на чёрном юморе. Карикатуры Михала Грды публиковались также на последних страницах чешских pulp-журналов KARO и STORY. 

По некоторым сведениям, им было создано около четырёх тысяч карикатур. 

В ответ на вопрос, какие темы нравятся ему больше всего, художник отмечал: «Сейчас я стараюсь, чтобы мои рисунки были слегка поэтичными, чтобы в них можно было найти даже больше, чем может показаться на первый взгляд». 

Кроме карикатур, Михал Грды рисовал также комиксы, в частности, пародийный комикс Rychlé pípy (чешск. «Быстрые зёрна»), 18 выпусков которого вышло в 1990-1991-м годах в чешском журнале ŠKRT. Другие комиксы Грды публиковались в журналах Magazin Dikobrazu  (Příšerný Franta  (чешск. «Ужасный Франта») и Broskev kontra pomeranče  (чешск. «Персики против апельсинов»)) и Sorry (совместный комикс с другими художниками журнала Seriál Wilass  и Honzíkova cesta  (чешск. «Путь Гонзы»), выполненный совместно с карикатуристом Радованом Ракусом ). 

Иллюстрировал юмористический роман Зденека Йиротки «Сатурнин», повести Милослава Шимека и Иржи Гроссмана и много других книг. В интервью признавался, что ему больше всего нравится иллюстрировать книги. 

Создал также логотип Чешского союза карикатуристов — белую обезьяну, на голове которой стоит полулитровая кружка пива (парафраз государственного герба Чехии — льва с короной на голове).

## Семья
Женился в 1987 году. В 1990 году родился сын Йонаш.

## Память
Первый сборник карикатур Михала Грды вышел в 2004 году, уже после смерти художника.

На 400-м Салоне рисованного юмора в Праге Михал Грды посмертно удостоился почётного титула HUDr. (Doctor humoris causa).

Группа Michal Hrdy в социальной сети Facebook, созданная в память о художнике, по состоянию на начало 2023 года насчитывает более трех тысяч участников.

### Карикатуры
Карикатуры Михала Грды публиковались в следующих книгах:
- Petr Šimáček: Pozor, zákruta!, Praha, Novinář, 1987
- 100x o vojně, Praha, Naše vojsko, 1989, ISBN 80-206-0019-1
- 100x o láske, Bratislava, Praha, Smena, Lidové nakladatelství, Mladá fronta, Naše vojsko, 1989, ISBN 80-221-0018-8
- Jaderný humor, Praha, Nuklin, 1992, ISBN 80-7073-042-0
- Světlo a teplo pro váš dům, České Budějovice, Agentura CéBé, 1993, ISBN 80-900836-1-7
- Sranda kuchařka, Praha, Laguna, 1996, ISBN 80-85952-08-4
- Sranda kuchařka 2, Praha, Signet, 1999, ISBN 80-86021-55-6
- The bestiální of sorry, Praha, Knihcentrum, 1999, ISBN 80-86054-77-2
- Sorry 2000 aneb Sedm let v debetu, Praha, Plejáda, 1999, ISBN 80-902781-2-4
- To nejlepší z českého kresleného humoru 1990–2000, Praha, Formát, 2000, ISBN 80-86155-62-5

### Иллюстрации
- Kolektiv autorů: SF – Svět, fakta, fantazie: magazín literatury faktu a sci-fi, Praha, Panorama, 1989
- Kolektiv autorů: 24x o demokracii a morálce z pohledu sociologů, Praha, Jiří Ryba, 1990
- Miloslav Šimek, Jiří Grossmann: Povídky aneb Nechci slevu zadarmo, Praha, Šulc a spol., 1993, ISBN 80-85636-07-7
- Miloslav Šimek, Josef Fousek: Putování s oslem, Praha, Šulc a spol., 1994, ISBN 80-85636-17-4
- Vojtěch Kuthan: Vojín 00 hlásí příchod, Krásná Lípa, Krásnolipské nakladatelství, 1994, ISBN 80-270-3700-X
- Miloslav Šimek, Jiří Krampol: Surio Mario v Čechách aneb Jedeme do Evropy, Praha, Šulc a spol., 1995, ISBN 80-85636-26-3
- Will Cuppy: Úpadek a pád prakticky kdekoho, Praha, Šulc a spol., 1997, ISBN 80-85636-65-4
- Zuzana Bubílková, Miloslav Šimek: Politici nevyhynou …ale snažit se o to musíme, Praha, Šulc a spol., 1997, ISBN 80-85636-82-4
- Lubor Pok: Dávný Břevnov, pole orná i válečná, Praha, Pavel Krchov, 1997, ISBN 80-254-4483-X
- Zuzana Bubílková, Miloslav Šimek: Politická kámasútra aneb Polibte si preference, Praha, Šulc a spol., 1998, ISBN 80-7244-003-9
- Aidan Macfarlane, Ann McPhersonová: Muka dospívání aneb Těžký hypochondr v pubertě, Plzeň, Nava, 1998, ISBN 80-7211-015-2
- Aidan Macfarlane, Ann McPhersonová: Jsem jen lehký hypochondr, Plzeň, Nava, 1998, ISBN 80-7211-016-0
- Zdeněk Jirotka: Saturnin, Praha, Šulc a spol., 1999, ISBN 80-7244-008-X
- Miloslav Šimek: Návštěvní den u Jiřího Grossmanna, Praha, Šulc a spol., 1999, ISBN 80-7244-019-5
- Zuzana Bubílková, Miloslav Šimek: Politická záchytka aneb S politiky do němoty, Praha, Šulc a spol., 1999, ISBN 80-7244-018-7
- Michal Hrdý: Slůně / podle bajky Rudyarda Kiplinga napsal a nakreslil Michal Hrdý, Praha, Šulc a spol., 1999, ISBN 80-7244-002-0
- Zuzana Bubílková, Miloslav Šimek: Politické mraveniště aneb Samý Pytlík, žádný Ferda, Praha, Šulc a spol., 2000, ISBN 80-7244-043-8
- Jiří Žáček: 99 dědečků a 1 babička: 100 limeriků k poctě Edwarda Leara, Praha, Šulc a spol., 2001, ISBN 80-7244-051-9
- Zuzana Bubílková, Miloslav Šimek: Politický orloj aneb Figurky se vracejí, Praha, Šulc a spol., 2001, ISBN 80-7244-070-5
- Karel Štorkán: Nemravové ze septimy Bé (podle Bédi Pazderky), Praha, Šulc a spol., 2001, ISBN 80-7244-067-5
- Sergej Levický: Románek pod pražskými střechami a další povídky, vydáno vlastním nákladem, 2002, ISBN 80-238-9290-8
- Jan Šmíd: Já a můj kůň, Praha, Šulc a spol., 2002, ISBN 80-7244-097-7
- Zuzana Bubílková, Miloslav Šimek: Zuzana Bubílková, Miloslav Šimek varují: politika škodí zdraví, Praha, Šulc a spol., 2003, ISBN 80-7244-114-0
- Miloslav Šimek, Jiří Grossmann: Povídky, Praha, Šulc - Švarc, 2007, ISBN 978-80-7244-210-2
- Jiří Žáček: Tak pravil XY, Praha, Šulc - Švarc, 2012, ISBN 978-80-7244-328-4